# Dane (Lanišće)
Dane su naselje na Ćićariji, u općini Lanišće uz cestu Buzet–Vodice (Lanišće). Nalaze se na nadmorskoj visini od 609 metara. Selo je okruženo brdima, zaštićeno je od sjevernih vjetrova i otvoreno prema jugu. Plodno polje i obilje vode (osim ljeti) omogućuju proizvodnju hrane, a u prošlosti su stočarstvo i proizvodnja drvenog ugljena bile glavne djelatnosti.
Po popisu iz 1981. godine, u selu je živjelo 29 stanovnika, dok je do 2001. broj pao na 12. 

## Povijest
Na cijelom području Dana i okolnih sela mnogobrojni su nalazi ljudskih ostataka u pećinama (Novačka peć, Ivkina peć), najviše iz mezolitika i kasnijih razdoblja. U povijesnim izvorima spominje se u X.st. kao područje tršćanske općine, potom je pod vlašću akvilejskoga patrijarha i knezova Goričkih. Od 1394. Godine, pod vlašću Mletaka kao dio Rašporske gospoštije,[Koja je razlika gospoštije od knežije?] na granici prema Pazinskoj knežiji.[Pazinska knežija? Je li to bila kao komuna ili kao Poljička knežija?] 
Naselje je stradalo potkraj XV.st. u turskim upadima u Ćićariju, kao i tijekom Uskočkoga rata, nakon kojega je između Dana i Vodica bila uspostavljena granica austrijskoga i mletačkog teritorija. Njemačke snage spalile su selo 10. kolovoza 1944., a zatečeno stanovništvo odvele u logor. Crkva posvećena Sv. Ani u ruševinama je. 
Crkvena je uprava u Opatijskom dekanatu Riječke nadbiskupije.

## Stanovništvo
| broj stanovnika | 349   | 378   | 374   | 393   | 403   | 382   | 365   | 264   | 169   | 160   | 84    | 38    | 29    | 21    | 12    | 9     | 6     |
|                 | 1857. | 1869. | 1880. | 1890. | 1900. | 1910. | 1921. | 1931. | 1948. | 1953. | 1961. | 1971. | 1981. | 1991. | 2001. | 2011. | 2021. |

## Vanjske poveznice
|  | Zajednički poslužitelj ima još gradiva o temi Dane |